# Casa Görög din Târgu Mureș
Casa Görög (în maghiară Görög-ház) este o clădire monument istoric în centrul municipiului Târgu Mureș în care funcționează Cercul Militar. Casa în forma actuală a fost construită de familia de negustori Görög în anii 1829-1830.

## Istoric
În ultimele luni ale vieții poetul Sándor Petőfi mai multe ori a fost prezent în orașul Târgu Mureș. În 30 iulie 1849 după micul dejun luat în casa familiei Görög, de aici a pornit spre Sighișoara unde în 31 iulie 1849 la Bătălia de la Albești a pierdut viața. Locuitorii urbei au marcat în 1884 memoria poetului sub formă de placă comemorativă pe Casa Görög.
Regele Franz Joseph, aflânduse în Ardeal, a petrecut noaptea din 31 iulie 1852 în clădirea familiei Görög. Între însoțitorii monarhului se afla generalul Karl Ludwig von Grünne⁠(en)[traduceți].
La finalul secolului al XIX-lea proprietarul clădirii devenea Marosvásárhelyi Takarékpénztár (în română Casa de Economii și Consemnațiuni din Târgu Mureș), o instituție financiară locală fondată sub prezidiul lui Domokos Teleki în 20 decembrie 1868. 

## Placa memorială
Placa memorială amplasată pe fațada  clădirii de la balconul etajului întâi, dezvelită în 1884, are următorul text:
| Textul original | Traducerea în română |
| --- | --- |
| PETŐFI SÁNDOR, a szabadság dalnoka Marosvásárhelyt, 1849. július 30-án ezen Görög-féle sarokház főtéri erkélyes termében Egressy Gáborral együtt Görög Károly és neje Ziegler Vilma vendégszerető házigazdák körében megreggelizvén innét indult Bem József altábornagy kíséretében a Fehéregyháza (Segesvár) melletti csatába hol 1849. július 31-én eltűnt. Itt még ember volt, innét indult ki a nagy útra, hogy csillag- legyen ő; fénye örökké ragyogjon! Emelte a kegyelet 1884 | SÁNDOR PETŐFI, bardul libertății în sala cu balcon al Casei Görög din Târgu Mureș în 30 iulie 1849 împreună cu gazdele ospitaliere Károly Görög și soția Vilma Ziegler a servit micul dejun după care împreună cu generalul Józef Bem a pornit la Bătălia de la Albești (Sighișoara) unde în 31 iulie 1849 s-a dispărut. Aici încă mai era om, a început drumul cel mare de aici, a fi o stea; strălucește-ți lumina pentru totdeauna! A ridicat harul în 1884 |